# Lauren Brandon
Lauren Bailey Brandon (* 2. April 1985 als Lauren Brandon) ist eine US-amerikanische Triathletin. Sie wird in der Bestenliste US-amerikanischer Triathletinnen auf der Ironman-Distanz geführt.

## Werdegang

### Schwimmsport bis 2009
Lauren Brandon war in ihrer Jugend im nationalen Kader als Schwimmerin aktiv.
Sie startete im September 2009 bei ihrem ersten Triathlon und ist seit 2011 als Profi-Athletin aktiv. 2015 wechselte sie auf die längeren Distanzen.

### Ironman-Distanz seit 2016
Im März 2016 startete sie bei ihrem ersten Ironman-Rennen (3,86 km Schwimmen, 180,2 km Radfahren und 42,195 km Laufen), konnte das Rennen aber nicht beenden. Im Juli konnte sie in Kalifornien auf der Mitteldistanz den Ironman 70.3 Santa Rosa gewinnen. Im September belegte sie den 15. Rang bei den Ironman 70.3 World Championships, nachdem sie die Schwimmdistanz als schnellste Frau beendet hatte.
Im Juni 2019 gewann mit dem Ironman Boulder ihr erstes Ironman-Rennen und sie stellte mit seiner Siegerzeit von 9:09:09 Stunden einen neuen Streckenrekord ein.
Im August 2021 wurde sie Dritte beim Ironman Hamburg.
Beim Ironman Texas wurde Bailey Brandon im April 2022 Zweite auf der Langdistanz. Weiter wurde sie Sechste beim Ironman Florida im November 2023.
Auch ihr Ehemann Barrett Brandon ist als Triathlet aktiv und die beiden leben in Fort Worth.

## Sportliche Erfolge
| Datum/Jahr    | Rang | Wettbewerb                       | Austragungsort           | Zeit     | Bemerkung                                                                          |
| ------------- | ---- | -------------------------------- | ------------------------ | -------- | ---------------------------------------------------------------------------------- |
| 2. Apr. 2017  | 3    | Ironman 70.3 Texas               | Galveston Island         | 04:20:28 |                                                                                    |
| 4. Sep. 2016  | 15   | Ironman 70.3 World Championships | Mooloolaba               | 04:23:13 | als schnellste Schwimmerin (22:53 min) bei der Weltmeisterschaft                   |
| 10. Juli 2016 | 1    | Ironman 70.3 Santa Rosa          | Santa Rosa (Kalifornien) |          |                                                                                    |
| 21. Sep. 2015 | 1    | Trifecta Triathlon               | Vereinigte Staaten       |          |                                                                                    |
| 26. Apr. 2015 | 7    | Ironman 70.3 Texas               | Galveston Island         | 04:21:28 | schnellste Schwimmerin (25:01 min)                                                 |
| 27. Feb. 2015 | 10   | Challenge Dubai                  | Dubai                    | 04:27:39 | als schnellste Schwimmerin – beim ersten Rennen der „Challenge Triple-Crown-Serie“ |
| Sep. 2014     | 1    | Trifecta Triathlon               | Vereinigte Staaten       |          |                                                                                    |
| 18. Mai 2014  | 1    | Memphis in May                   | Memphis                  |          |                                                                                    |
| 23. Juni 2013 | 3    | 5150 Muskoka                     | Muskoka                  |          |                                                                                    |

| Datum/Jahr    | Rang | Wettbewerb                  | Austragungsort | Zeit     | Bemerkung                                                                                    |
| ------------- | ---- | --------------------------- | -------------- | -------- | -------------------------------------------------------------------------------------------- |
| 22. Sep. 2024 | 33   | Ironman World Championships | Nizza          | 10:39:23 | hinter der Siegerin Laura Philipp                                                            |
| 21. Juli 2024 | 11   | Ironman USA                 | Lake Placid    | 10:00:47 |                                                                                              |
| 16. Juni 2024 | 4    | Ironman Cairns              | Cairns         | 08:52:33 |                                                                                              |
| 14. Okt. 2023 | 40   | Ironman Hawaii              | Hawaii         | 09:50:27 |                                                                                              |
| 6. Okt. 2022  |      | Ironman Hawaii              | Hawaii         |          | zweitschnellste Schwimmerin hinter Lucy Charles-Barclay                                      |
| 23. Apr. 2022 | 2    | Ironman Texas               | The Woodlands  | 09:10:43 |                                                                                              |
| 29. Aug. 2021 | 3    | Ironman Hamburg             | Hamburg        | 09:00:50 |                                                                                              |
| 12. Okt. 2019 | 31   | Ironman Hawaii              | Hawaii         | 10:16:10 | zweitschnellste Schwimmerin in 49:08 min                                                     |
| 9. Juni 2019  | 1    | Ironman Boulder             | Boulder        | 09:09:09 | Streckenrekord                                                                               |
| 13. Okt. 2018 | DNF  | Ironman Hawaii              | Hawaii         | –        | zweitschnellste Schwimmerin in 51:05 min                                                     |
| 19. Aug. 2018 | 2    | Ironman Mont-Tremblant      | Québec         | 09:18:02 |                                                                                              |
| 28. Apr. 2018 | 13   | Ironman Texas               | The Woodlands  | 08:20:15 | verkürzter Radkurs                                                                           |
| 14. Okt. 2017 | 27   | Ironman Hawaii              | Hawaii         | 09:56:03 | zweitschnellste Schwimmerin 48:53 min – die drittschnellste Zeit auf Hawaii                  |
| 27. Nov. 2016 | 2    | Ironman Mexico              | Cozumel        | 09:12:43 | hinter der Dänin Michelle Vesterby                                                           |
| 14. Mai 2016  | 12   | Ironman Texas               | The Woodlands  | 08:52:48 | persönliche Ironman-Bestzeit; lange Zeit in Führung gelegen, hinter der Siegerin Julia Gajer |
| 5. März 2016  | DNF  | Ironman New Zealand         | Taupō District | –        | erster Start auf der Ironman-Distanz – schnellste Schwimmerin bei den Frauen                 |

(DNF – Did Not Finish)